# Тико-тико
Тико-тико (сокр.), ориг. Tico-Tico no Fubá (бразильский португальский: [ˈtʃiku ˈtʃiku nu fuˈba] — Желтогрудый воробей в кукурузной муке) — популярная бразильская песня и инструментальная композиция, написанная композитором Зекиньей ди Абреу в 1917 году. Его оригинальное название было «Tico-Tico no farelo» («воробей на отрубях»), но так как у бразильского гитариста Каньоту была пьеса с таким же названием, из-за этого современное название песня получила только в 1931 году. Позже Алоизиу ди Оливейра написал оригинальный текст на португальском языке.
Песня исполнялась многими ведущими певцами и певицами, например, Далида сделала настоящий эстрадный номер из этой песни в середине 1970-х. Быстрая мелодия песни хорошо узнаваема и является постоянным объектом цитирования. Например, она использована для иллюстрации боксёрского «танца» в мультфильме Гарри Бардина «Брэк!». Тем не менее, различные исполнители переделывали оригинальную мелодию в соответствии с актуальным стилем музыки, вплоть до блюза. Текст песни переводился на разные языки, например, сёстры Эндрюс исполняют английский вариант.

## Текст
Оригинальный текст песни:
O tico tico tá, tá outra vez aqui,

o tico tico tá comendo o meu fubá.

Se o tico tico tem, tem que se alimentar,

Que vá comer umas minhocas no pomar.

O tico tico tá, tá outra vez aqui,

o tico tico tá comendo o meu fubá.

Eu sei que ele vem viver no meu quintal,

e vem com ares de canário e de pardal.

Mas por favor tira esse bicho do celeiro,

porque ele acaba comendo o fubá inteiro.

Tira esse tico de lá, de cima do meu fubá.

Tem tanta fruta que ele pode pinicar.

Eu já fiz tudo para ver se conseguia.

Botei alpiste para ver se ele comia.

Botei um gato um espantalho e um alçapão,

mas ele acha que o fubá é que é boa alimentação.